# 피들

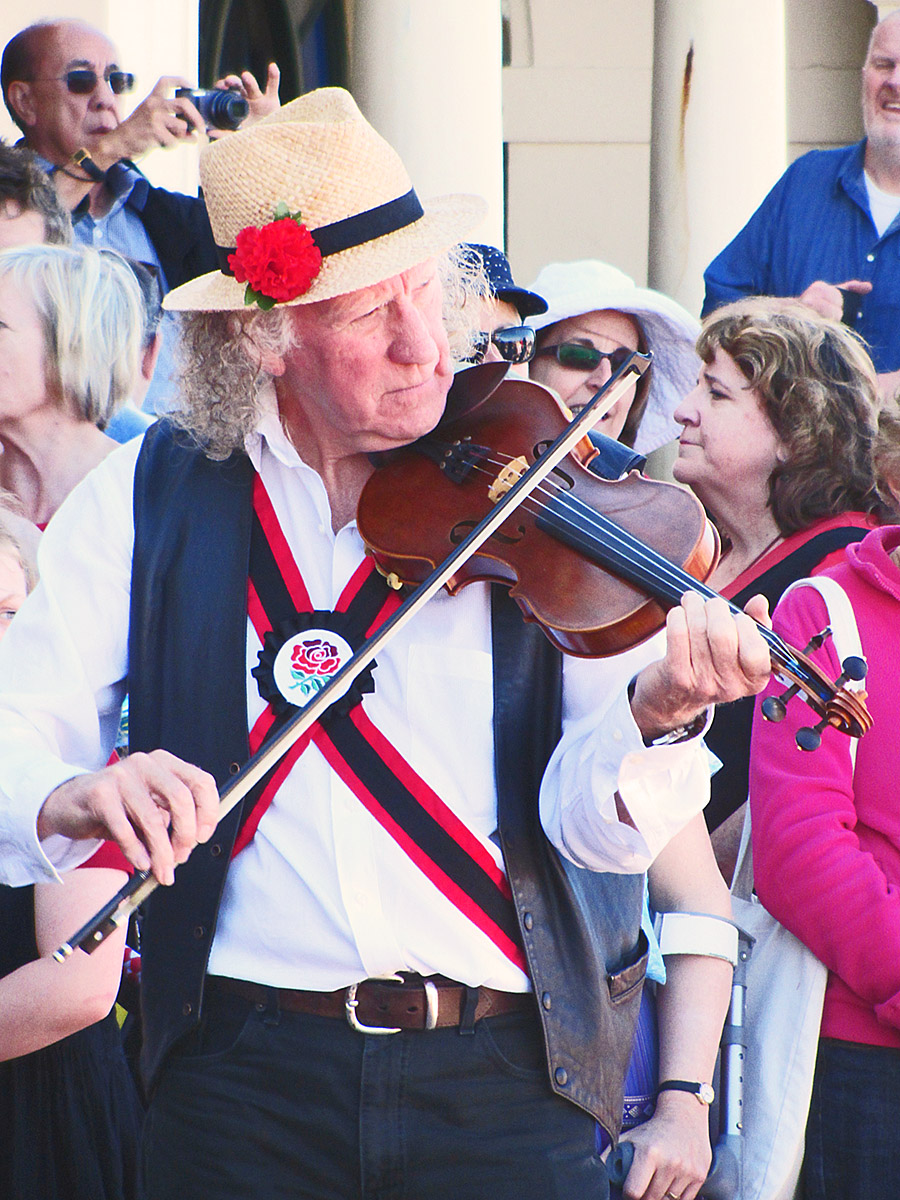
모리스 춤 피들러가 피들을 연주하고 있다.

피들(영어: fiddle)은 활로 연주하는 현악기, 주로 바이올린이나 베이스이다. 이는 바이올린의 구어적 표현으로, 고전 음악을 포함한 모든 장르의 연주자들이 사용한다. 비록 많은 경우 바이올린과 피들은 본질적으로 동의어이지만, 연주되는 음악 스타일은 피들과 클래식 바이올린 간의 특정 구조적 차이를 결정할 수 있다. 예를 들어, 피들은 인접한 현 쌍 사이를 빠르게 번갈아 가며 연주하는 바리올라주의 한 형태인 더블 셔플과 같은 기법에 필요한 활팔 움직임 범위를 줄이기 위해 브리지를 더 평평한 아치로 설정할 수 있다. 거트 또는 합성 코어 현의 깊은 음색보다 더 밝은 음색을 내기 위해 피들 연주자들은 종종 스틸 현을 사용한다. 피들은 많은 전통 (민속) 스타일의 일부이며, 이는 일반적으로 청각 전통으로—악보를 통해 배우기보다는 "듣고 배우기"로 가르쳐진다.
피들 연주는 피들을 연주하는 행위이며, 피들 연주자는 피들을 연주하는 음악가이다. 음악 스타일 중 피들 연주는 빠른 음 변화와 함께 춤에 초점을 맞춘 리듬을 만드는 경향이 있으며, 반면 클래식 음악은 더 많은 비브라토와 지속적인 음을 포함하는 경향이 있다. 또한 피들 연주는 연주자의 재량에 따라 꾸밈음으로 즉흥 연주와 장식이 가능한 반면, 오케스트라 연주는 작곡가의 음표를 충실하게 재현하기 위해 작곡가의 음표를 따른다. 클래식 교육을 받은 바이올린 연주자가 민속 음악을 연주하는 것은 덜 흔하지만, 오늘날 많은 피들 연주자들(예: 알래스데어 프레이저, 브리트니 하스, 앨리슨 크라우스)은 클래식 교육을 받았다.

## 역사
중세 피들은 10세기 유럽에서 등장했으며, 동로마 제국의 찰현악기이자 대부분의 유럽 찰현악기의 조상인 비잔틴 리라(고대 그리스어: λύρα, 라틴어: lira, 영어: lyre)에서 파생되었다.
리라는 유럽 서부로 널리 퍼졌다. 11세기와 12세기에 유럽 작가들은 찰현악기를 지칭할 때 피들과 리라를 상호 교환적으로 사용했다.
현재 형태의 바이올린은 16세기 초반 이탈리아 북부에서 등장했다. 3개의 현을 가진 바이올린의 가장 초기 그림은 1530년경 이탈리아 북부에서 볼 수 있으며, 같은 시기에 이탈리아어와 프랑스어 문서에서 "violino"와 "vyollon"이라는 단어가 나타났다. 조율을 포함한 악기에 대한 가장 명시적인 설명 중 하나는 1556년 리옹에서 출판된 잠브 드 페르의 Epitome musical에 있다. 이때까지 바이올린은 이미 유럽 전역으로 퍼지기 시작했다. 피들은 길거리 음악가와 귀족 모두에게 매우 인기가 많았으며, 프랑스 국왕 샤를 9세는 1560년에 안드레아 아마티에게 자신을 위해 24개의 바이올린을 만들도록 명령했다. 이 악기 중 하나인 샤를 9세는 가장 오래 살아남은 바이올린이다.
수세기 동안 유럽에는 두 가지 종류의 피들이 계속 존재했다. 하나는 비교적 사각형 모양으로 팔에 안고 연주하는 비올라 다 브라치오 (팔 비올) 계통으로 바이올린으로 발전했으며, 다른 하나는 경사진 어깨를 가지고 무릎 사이에 안고 수직으로 연주하는 비올라 다 감바 (다리 비올) 계통이었다. 르네상스 시대에는 감바가 중요하고 우아한 악기였지만, 결국 더 큰 소리를 내는 비올라 다 브라치오 계통에 자리를 내주었다.

## 어원
피들의 어원학은 불확실하다. 이는 바이올린의 초기 단어인 라틴어 fidula에서 파생되었거나, 또는 원래 게르만어파일 수 있다.
이 이름은 아이슬란드어 fiðla 및 고대 영어 fiðele와 관련이 있는 것으로 보인다. 피들의 원래 게르만 조상은 심지어 바이올린의 초기 로망스 형태의 조상일 수도 있다.
중세 시대에는 피들이 오늘날의 바이올린 이전의 악기를 지칭하기도 했다. 바이올린처럼 4개의 현을 갖는 경향이 있었지만, 다양한 모양과 크기로 나타났다. 현대 피들의 발달에 기여한 다른 악기 계통은 다리 사이에 끼고 수직으로 연주하며 프렛이 있는 비올족이다.

## 앙상블

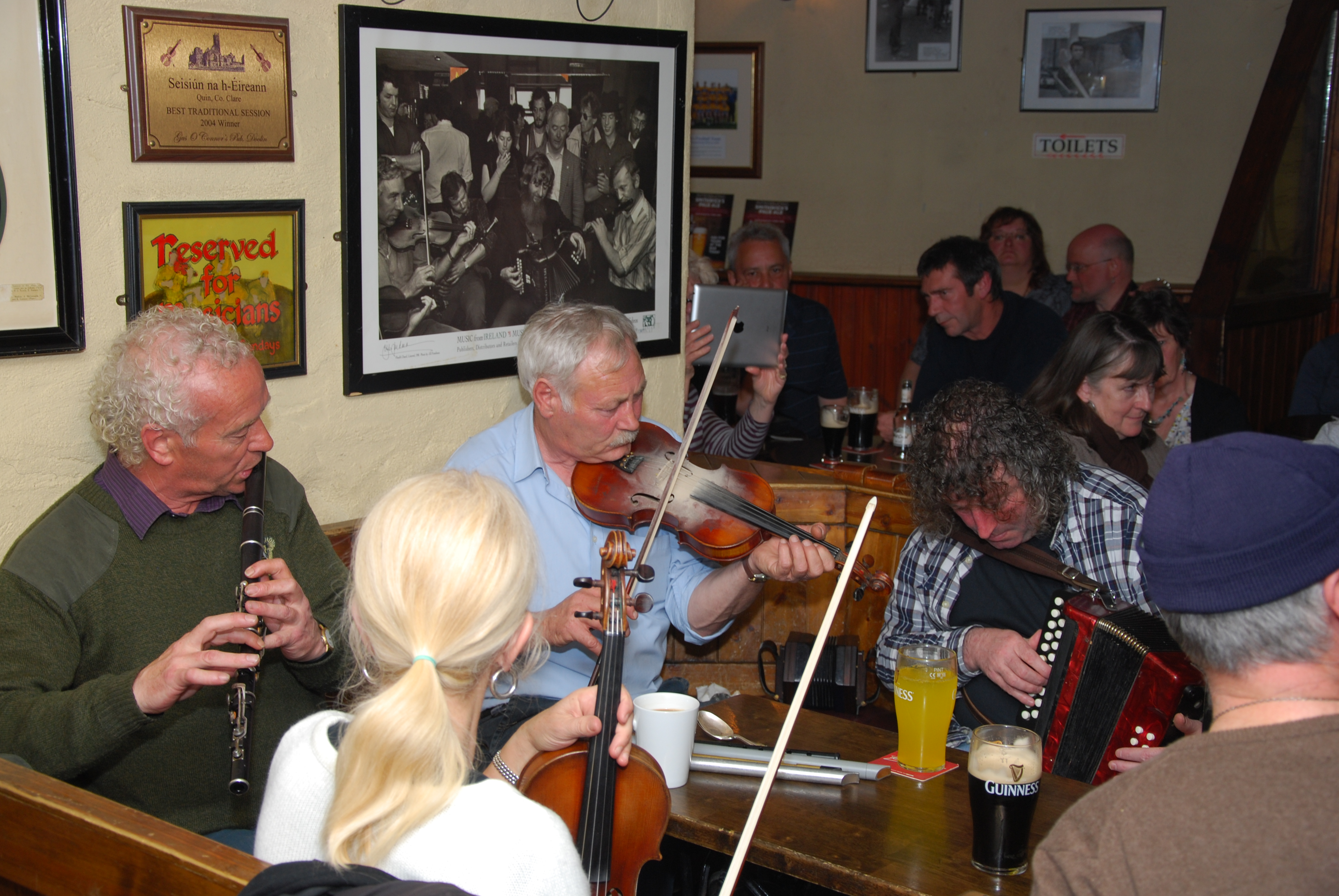
아일랜드의 펍에서 세션에 참여하는 피들 연주자들

연주에서는 솔로 피들 연주자 또는 다른 악기 연주자 그룹과 함께 한두 명의 피들 연주자가 일반적이지만, 일부 북미, 스칸디나비아, 스코틀랜드 및 아일랜드 스타일에서는 트윈 피들 연주가 나타난다. 20세기 후반의 민속 음악 부흥 이후, 덜 격식 없는 상황에서 대규모 피들 연주자 그룹이 함께 연주하는 것이 흔해졌다. 예를 들어 캘거리 피들러, 스웨덴 스펠만슬라그 민속 음악가 클럽, 전 세계적인 현상인 아일랜드 세션을 보라.
반면에 오케스트라 바이올린은 일반적으로 섹션이나 "자리"로 그룹화된다. 이러한 대조적인 전통은 역사적인 연주 환경의 잔재일 수 있다. 바이올린이 연주되었던 대규모 콘서트 홀은 피들 연주자들이 연주했던 더 친밀한 댄스 홀과 집보다 전자 증폭 이전에 더 많은 악기가 필요했다.
이 차이는 바이올린 음악과 피들 음악에서 기대되는 다른 사운드에 의해 더욱 심화되었을 가능성이 높다. 역사적으로 피들 음악의 대부분은 댄스 음악이었고, 바이올린 음악은 댄스 음악에서 발전했거나 완전히 다른 것이었다. 바이올린 음악은 춤 중심의 명확한 비트로 항상 따르지 않는 피들 연주의 부드러움을 중요하게 여겼다. 더 큰 볼륨이 필요한 상황에서 피들 연주자는 바이올린 연주자보다 악기를 더 세게 밀 수 있었다(비트를 유지하는 한). 다양한 피들 전통은 다른 가치를 가지고 있다.

### 스코틀랜드, 첼로 포함
20세기 말에 이르러 소수의 아티스트들은 바이올린과 "빅 피들" 또는 첼로의 스코틀랜드 전통을 성공적으로 재건했다. 주목할 만한 녹음 예시로는 이아인 프레이저와 크리스틴 한슨, 아멜리아 카민스키와 크리스틴 한슨의 보니 래스, 알래스데어 프레이저와 내털리 하스의 파이어 앤 그레이스, 그리고 팀 맥도널드와 제러미 워드의 와일즈가 있다.

### 발칸, 콘트라 포함
헝가리, 슬로베니아, 루마니아 피들 연주자는 종종 비올라의 세 줄 변형인 콘트라와 콘트라베이스의 반주를 받으며, 침발롬과 클라리넷은 덜 표준적이지만 여전히 밴드에 흔하게 추가된다. 헝가리에서는 헝가리 민속 음악의 전통적인 리듬 섹션의 일부를 구성하는 평평한 브리지를 가진 세 줄 비올라 변형인 콘트라 또는 하롬후로스 브라차가 사용된다. 평평한 브리지는 음악가가 세 줄 코드를 연주할 수 있게 한다. 세 줄 콘트라베이스 변형도 사용된다.

## 스타일
클래식 바이올린 연주보다 더 크게, 피들 연주는 각자의 독특한 사운드를 가진 엄청나게 다양한 민족적 또는 포크 음악 전통으로 특징지어진다.

### 유럽

#### 영국
- 영국 민속 음악 피들 연주, 포함
  - 노섬브리아 피들 스타일, 두 번째 피들 연주자가 즉흥적으로 연주하는 화성 부분인 "세컨딩"을 특징으로 한다.
  - 레이크랜드 또는 컴브리아주 피들 연주는 주로 혼파이프에 기반한 레퍼토리를 가지고 있지만, 릴과 지그도 포함한다.[19]
- 스코틀랜드 피들 연주, 포함:
  - 셰틀랜드 제도 피들 연주, 트로이 튜닝을 포함하며, 이는 페리 피플로부터 온 것으로 알려져 있다. 이 스타일은 "울리는 현"과 싱코페이션 리듬으로 특징지어진다.
  - 북동부(특히 애버딘셔와 머리 (의회 구역)) 전통은 바로크 바이올린 기법에 강한 영향을 받았으며, 스타카토와 스코틀랜드 스냅 활 연주 기법 및 더블 스톱을 특징으로 한다.
  - 스코틀랜드 보더스 전통은 혼파이프가 많은 레퍼토리와 더블 스톱을 많이 사용하는 것을 특징으로 한다.
  - 고지 전통은 그레이트 하이랜드 백파이프의 꾸밈음과 믹솔리디아 선법에 강한 영향을 받았으며, 다른 스코틀랜드 피들 스타일보다 더 부드러운 활 연주와 6/8 지그 리듬의 스윙을 특징으로 한다.
  - 서부 고지 및 헤브리디스 전통은 고지 전통과 매우 밀접하게 관련되어 있으며, 게일어 노래 전통의 주요 영향을 받았다.
  - 오크니 제도 전통은 더 단순한 활 연주와 꾸밈음을 사용하지만, 변화표를 특징으로 하는 튜닝을 특징으로 한다.[20]
- 웨일스 피들 연주(웨일스어 Ffidil; 아르 로그 참조), 최근에 부활한 전통.

#### 아일랜드
- 아일랜드 민속 음악 피들 연주 포함:
  - 도네갈 피들 연주는 북서부 얼스터 지역에서 오며, 마주르카와 스트라스페이 및 하이랜드 플링 춤을 포함한 스코틀랜드 영향을 받은 레퍼토리를 특징으로 한다. 피들 연주자들은 빠르게 연주하는 경향이 있으며, 스타카토 활 연주를 많이 사용하며 때로는 "베이스를 연주"할 수 있다. 이는 두 번째 피들 연주자가 첫 번째 피들 연주자가 연주하는 멜로디보다 한 옥타브 낮게 연주할 수 있다는 의미이다.
  - 북부 코노트의 슬라이고 피들 연주는 도네갈 피들 연주처럼 빠르지만, 활 연주에 더 탄력 있는 느낌을 준다.
  - 남부 코노트의 골웨이 피들 연주는 슬라이고 또는 도네갈 전통보다 느리며, 꾸밈음에 더 중점을 둔다. 곡들은 때때로 플랫 파이프의 음색에 맞추기 위해 E♭ 또는 B♭으로 연주된다.
  - 북부 먼스터의 클래어주 피들 연주는 느린 골웨이 템포에 가깝게 연주되는 경향이 있지만, 꾸밈음보다 멜로디 자체에 더 중점을 둔다.
  - 남서부 먼스터의 슬라이브 루아크라 피들 연주는 폴카와 슬라이드의 독특한 레퍼토리, 더블 스톱과 드론의 사용, 그리고 도네갈처럼 두 옥타브로 멜로디를 연주하는 것으로 특징지어진다.[21]

#### 북유럽 국가

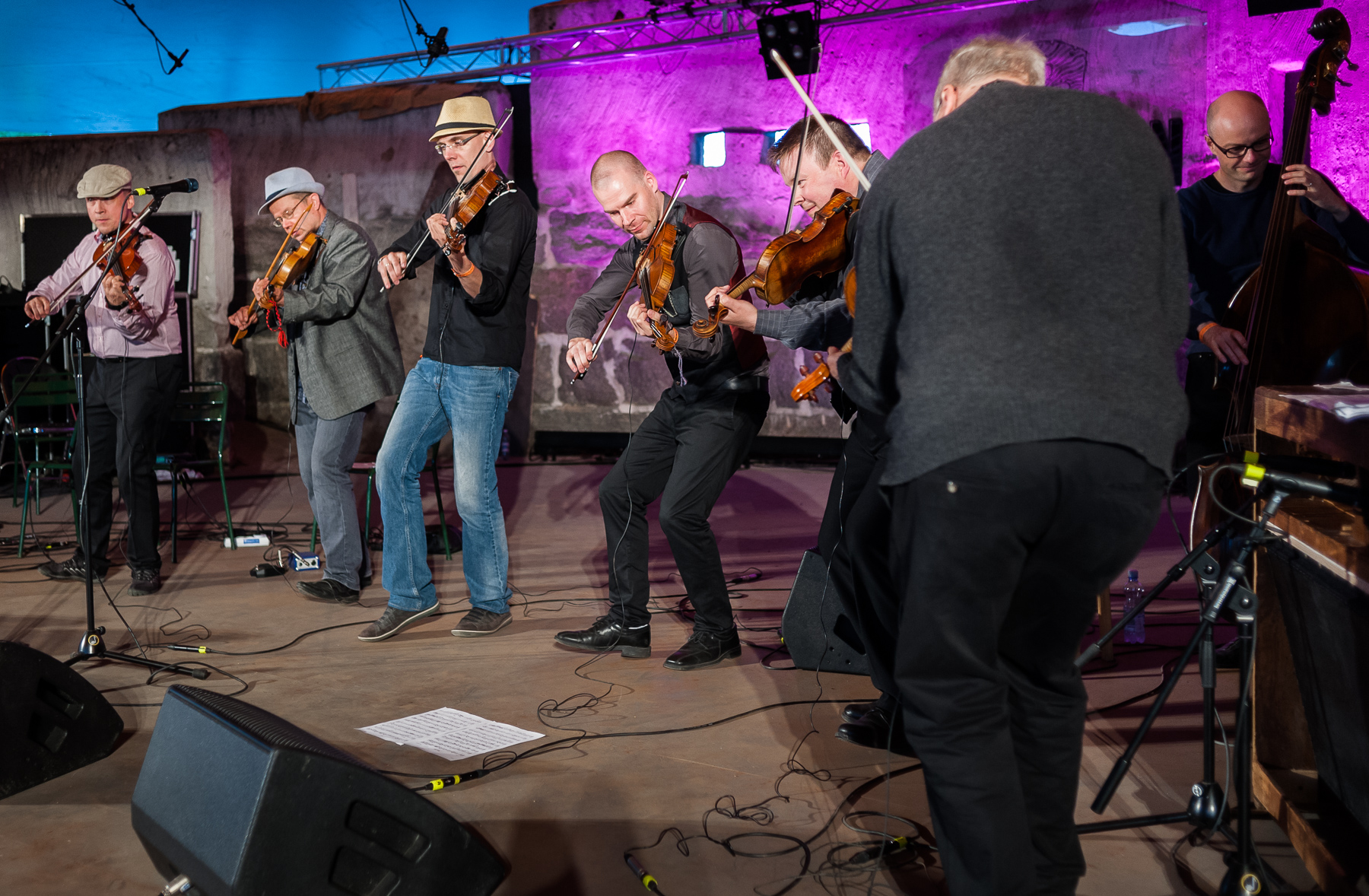
요우스티네 세페란포흐얀의 카우스티넨 민속 음악 축제에서 JPP 민속 음악 밴드

- 노르웨이 피들 연주(하르당에르 피들 포함; 뷔그데댄스 및 감말댄스도 참조), 다음 지역의 전통을 포함한다.
  - 뢰로스와 노르노레그 스타일, 모두 표준 피들 사용.
  - 핀스코겐, 표준 피들 사용, 하지만 핀란드 민속 음악의 영향을 받은 일부 내림표 음 포함.
  - 보스와 텔레마르크주 스타일, 모두 하르당에르 피들 사용.
  - 세테스달, 표준 및 하르당에르 피들 모두 사용.
- 스웨덴 피들 연주(래트피올 연주 포함; 스펠만슬라그 및 감말댄스도 참조), 다음 지역의 전통을 포함한다.
  - 옘틀란드
  - 달라르나
- 핀란드 피들 연주, 다음 지역 스타일 포함:
  - 카우스티넨
  - 오스트로보스니아, 스웨덴 피들 연주에 강한 영향.

#### 대륙 유럽
- 오스트리아 피들 연주

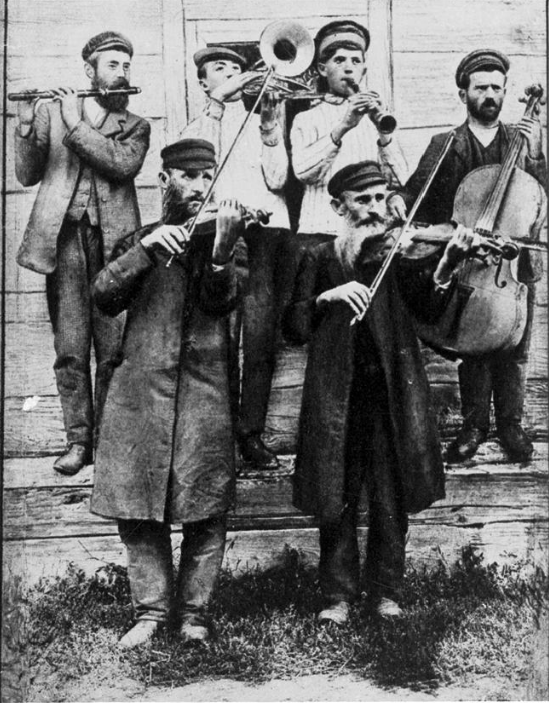
우크라이나, 1925년경 클레즈머 피들 연주자들이 결혼식에서 연주하고 있다.

- 프랑스 피들 연주, 코레즈 (데파르트망)의 오랜 전통과 브르타뉴의 부활한 전통 포함
- 헝가리 민속 음악 전통
- 이탈리아 피들 연주[22]
- 클레즈머 피들 연주[23]
- 폴란드 피들 연주
- 본토 포르투갈 및 아소르스 제도 피들 연주
- 루마니아 피들 연주[24]

### 미주

#### 미국

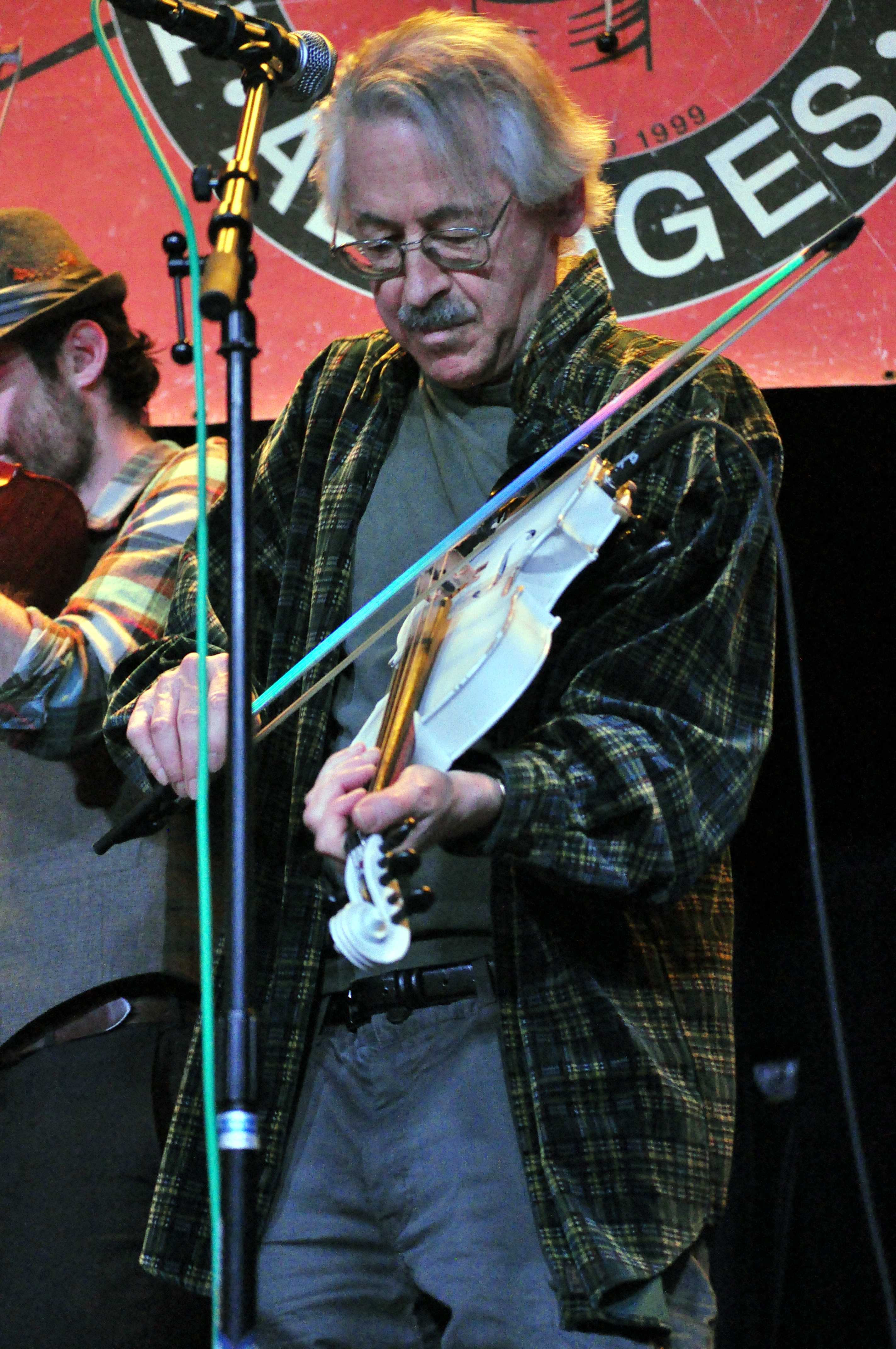
더 홀리 모달 라운더스의 피터 스탬펠

미국 피들 연주, 전통 및 현대 스타일을 포함하는 광범위한 범주

##### 전통
- 블루스 피들 연주
- 카준 및 자이데코 피들 연주
- 미국 원주민 피들 연주, 포함:
  - 체로키족[3]
  - 머스코기족[3]
  - 토호노 오오드함 와일라 음악, 멕시코 피들 연주에 강한 영향을 받은 스타일[25], 불규칙한 박자와 3도, 4도, 6도 화음을 특징으로 한다.
- 올드 타임 피들 연주, 포함:
  - 애팔래치아의 피들 연주, 오늘날 가장 잘 알려진 스타일, 드론 및 더블 스톱의 많은 사용과 싱코페이션된 활 연주 패턴을 특징으로 한다.
  - 알래스카 내부의 아사바스칸 피들 연주.
  - 중서부 피들 연주, 스칸디나비아 음악에 강한 영향.
  - 오자크 피들 연주, 애팔래치아보다 빠르고 선명한 활 연주.
  - 텍사스주 피들 연주, 멕시코 피들 연주의 영향과 경쟁 연주에 중점.블루그래스 피들 연주자 케니 베이커

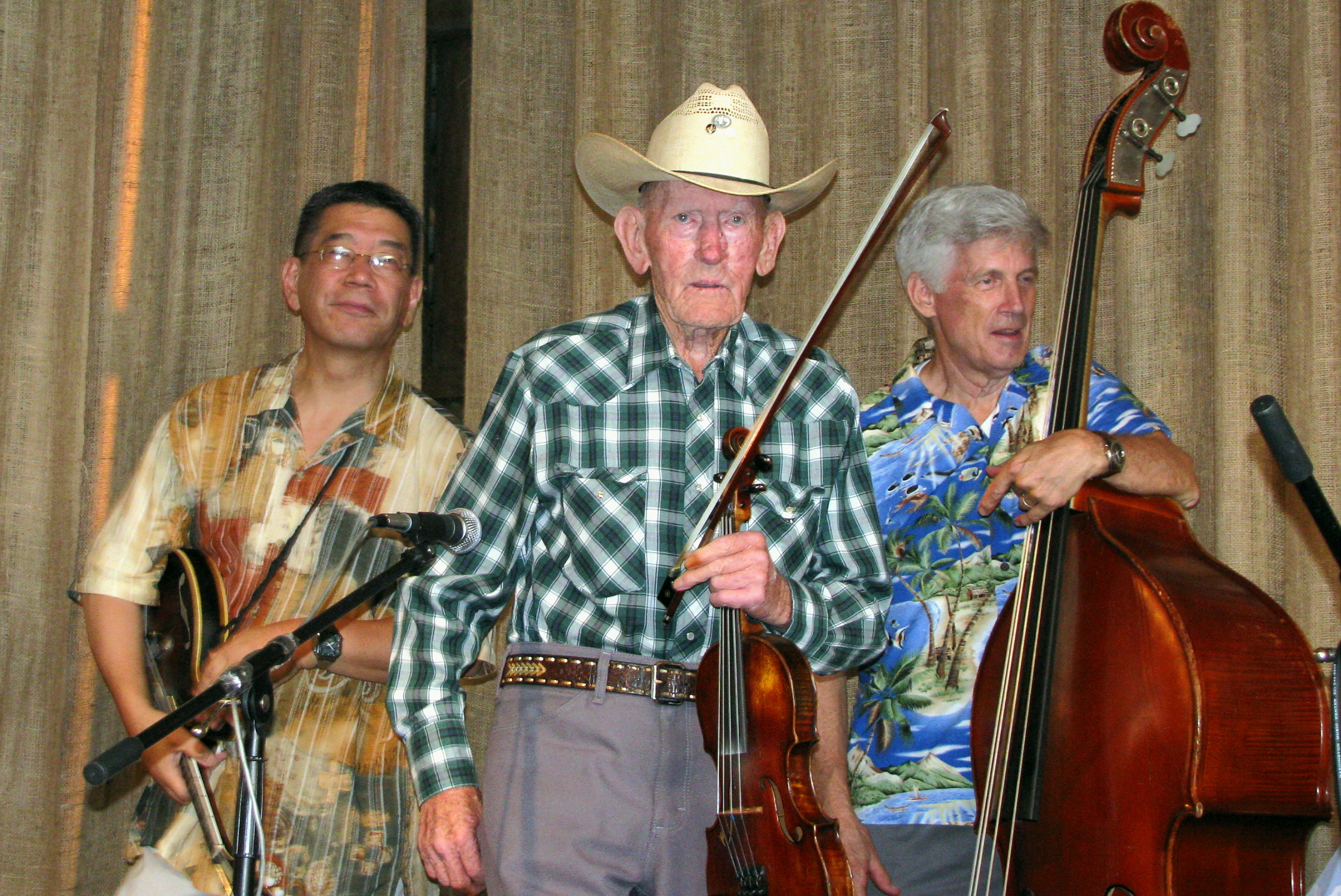
블루그래스 피들 연주자 케니 베이커

  - 뉴잉글랜드 피들 연주, 퀘벡/프랑스 캐나다 및 영국 레퍼토리의 강한 영향.
  - 북서부 피들 연주, 오자크 및 중서부 피들 스타일 모두의 영향, 하지만 텍사스 피들 연주처럼 경쟁 연주에 강한 중점.

##### 현대
- 블루그래스 피들 연주
- 컨트리 피들 연주
- 웨스턴 스윙 스타일 피들 연주[26]

#### 캐나다
피들은 캐나다에서 여전히 인기가 많으며, 다양한 캐나다 자체 스타일의 캐나다 피들 연주는 2010 밴쿠버 동계 올림픽 개막식에서 기념되었듯이 캐나다 문화 정체성의 중요한 부분으로 여겨진다.
- 케이프 브레턴 피들 연주, 독특한 스코틀랜드 영향
- 프랑스 캐나다 피들 연주, 불규칙한 박자 패턴을 가진 곡인 "크룩드 튜닝" 포함.
- 메티스 피들 연주, 캐나다 중서부 지역에서 강한 프랑스 캐나다 영향, 하지만 더 많은 "크룩드" 곡을 특징으로 한다.[27]
- 뉴펀들랜드 피들 연주, 또한 많은 크룩드 곡을 특징으로 하며 구어적으로 '싱글' 또는 '더블'이라고 불린다.
- 해양주, 아카디아 또는 다운이스트 스타일 피들 연주, 케이프 브레턴 피들 연주와 많은 유사점을 가지고 있다.
- 영국계 캐나다 피들 연주 또는 앵글로-캐나다 피들 연주

#### 멕시코

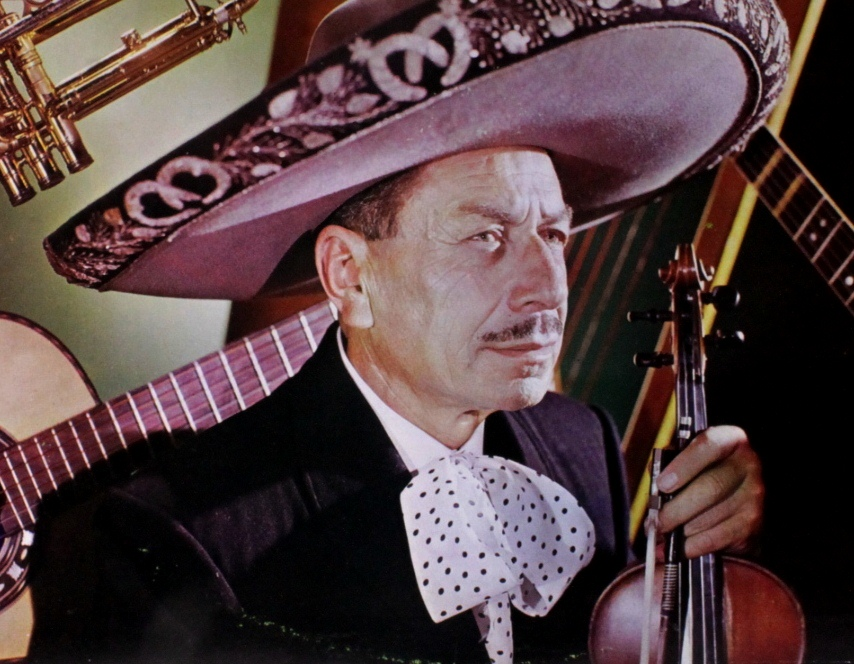
1921년부터 1975년까지 마리아치 바르가스의 피들 연주자였으며 1931년부터 1955년까지 지휘자였던 실베스트레 바르가스 (1901–1985)

멕시코 피들 연주 포함
- 단자 인디제나
- 마리아치
- 손 아리베뇨
- 손 칼렌타노
- 손 우아스테코
- 손 플라네코
- 비올린-탐보라
- 비올린 툭스텔코
- 비올린 믹스테코

#### 남아메리카
- 포호, 브라질의 음악 장르, 라베카 피들 전통 포함
- 페루 바이올린

### 아프리카, 아시아, 오스트레일리아
- 아프리카 피들
- 오스트레일리아 민속 음악 전통
- 호금 중국 피들
- 모르나 피들 연주, 카보베르데 출신
- 인도 피들
- 인도 고전 음악

## 관련 악기

### 변형
- 하르당에르 피들

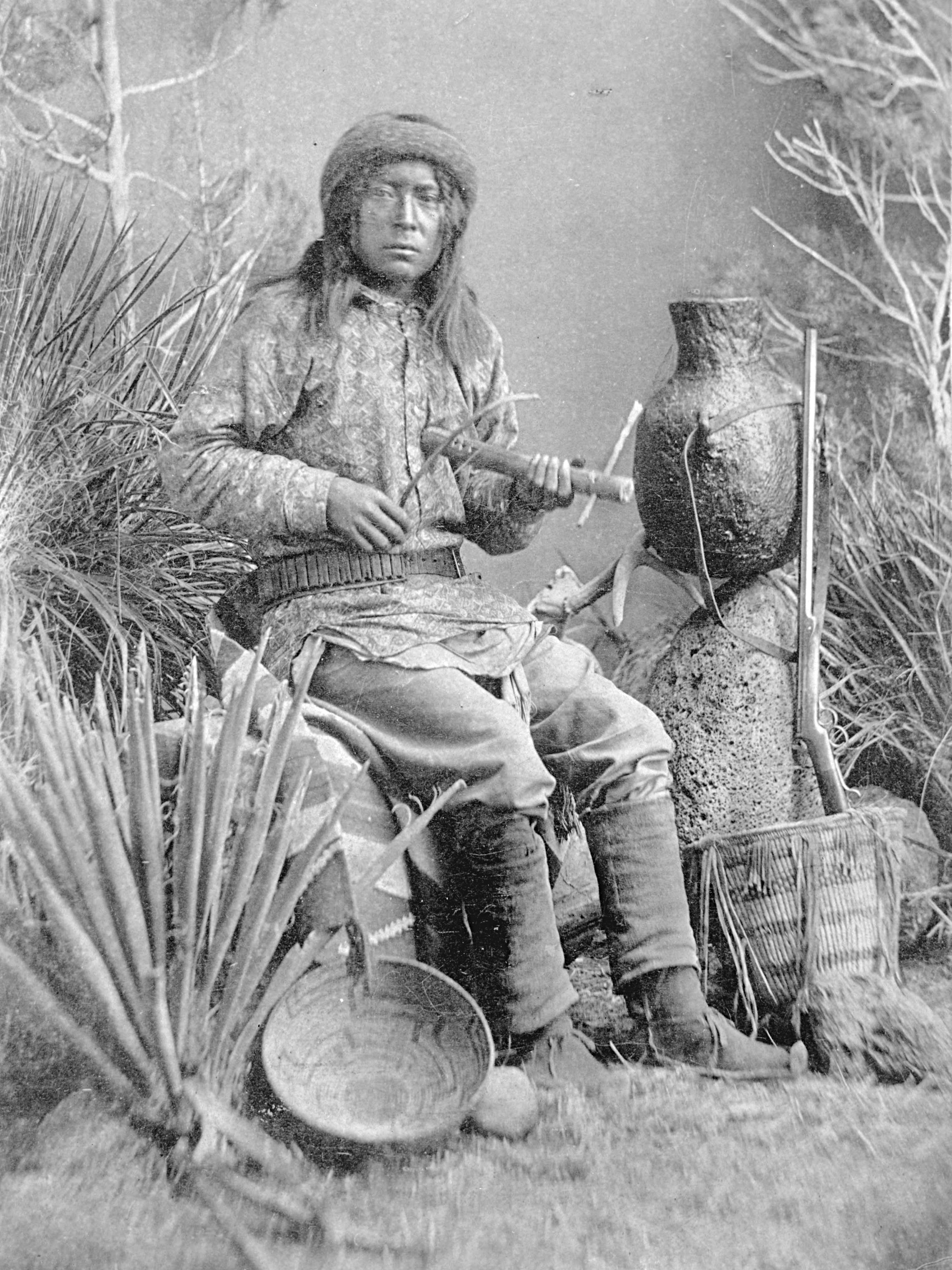
1886년, 아파치 피들을 연주하는 웜 스프링스 아파치 음악가 채시

- 스트로 바이올린 또는 포노피들, 루마니아어로 비오아라 쿠 고아르나.

### 가까운 친척
- 첼로
- 콘트라베이스
- 콘트라
- 래트피올
- 레벡
- 라베카
- 비올라

### 먼 친척
- 아파치 피들

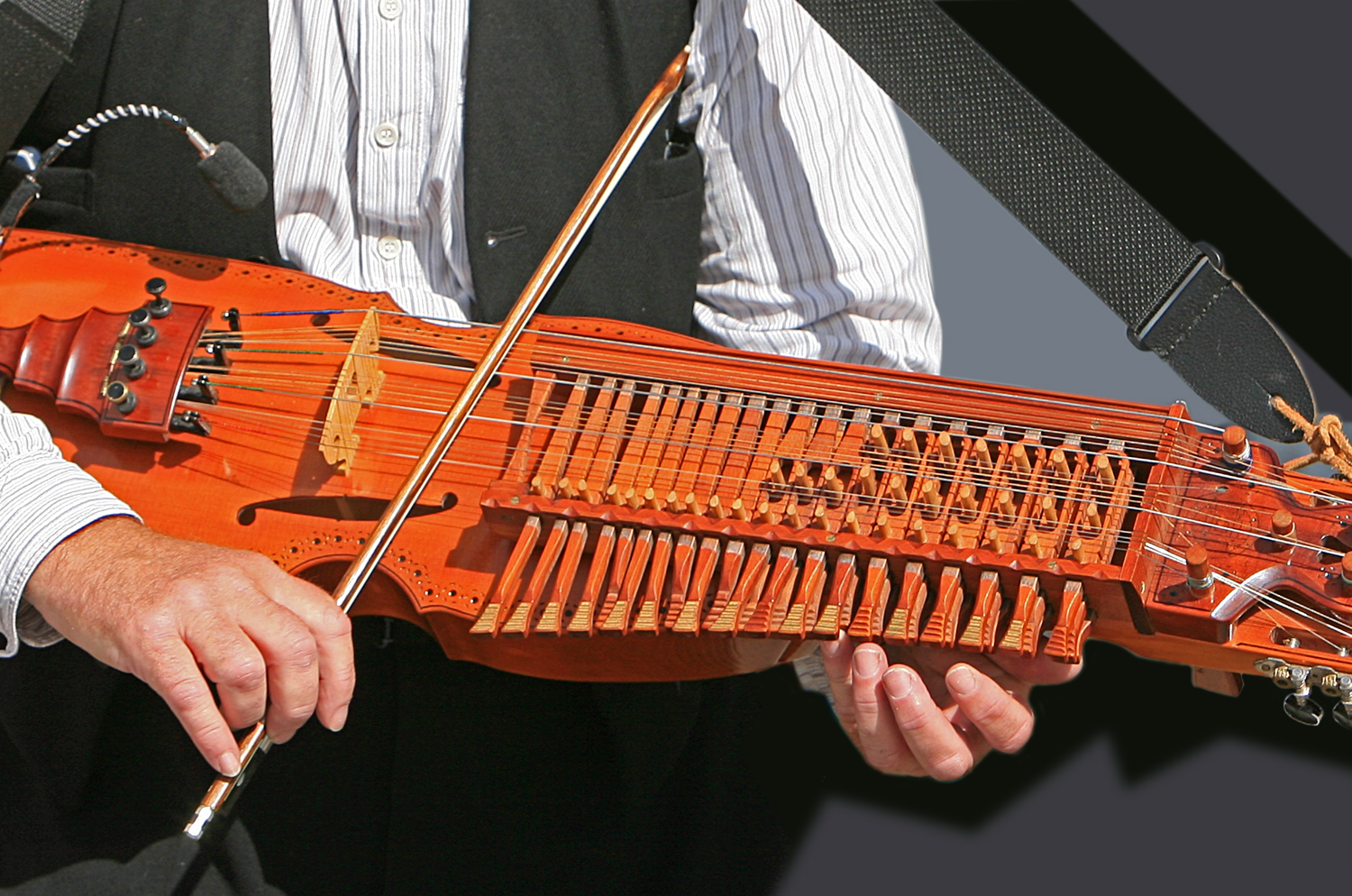
니켈하르파가 연주되고 있다.

- 비잔틴 리라, 비잔틴 제국의 중세 찰현악기
- 크레타 리라
- 크루스
- 가둘카
- 구독
- 구슬라
- 드렐라이어 또는 휠 피들로도 알려져 있다.
- 카만체
- 리예리차
- 니켈하르파
- 라바브
- 이호 (악기)
- 마두금

## 같이 보기
- 플레어 치올
- 재즈 바이올린

### 참고 문헌
1. ↑  Gyles, Mary Francis (January 1947). 《Nero Fiddled While Rome Burned》. 《The Classical Journal》 42. 211–17쪽. JSTOR 3291751.
2. ↑  Reiner, David; Anick, Peter (1989). 《Mel Bay's Old-Time Fiddling Across America》. Mel Bay Publications, Inc. 37쪽. ISBN 978-0-7866-5381-2. Double shuffle: syncopated string crossing on a chord, with the top note changing.
3. 1 2 3 4  Harris, Rodger (2009). “피들 연주”. 《Okhistory.org》. 오클라호마 역사 및 문화 백과사전. 2017년 4월 7일에 확인함.
4. ↑  “앨리슨 크라우스 - 블루그래스 로즈가 피어나다 | No Depression”. 2016년 12월 29일. 2016년 12월 29일에 원본 문서에서 보존된 문서. 2021년 4월 21일에 확인함.
5. 1 2  〈피들〉. 《브리태니커 백과사전》. 2009년 3월 6일.
6. ↑  Baines, Anthony (1992년 11월 12일). 《음악 악기에 관한 옥스퍼드 동반자》. 옥스퍼드 대학교 출판부 미국.
7. ↑  
Deverich, Robin Kay (2006). “바이올린의 역사적 배경”. ViolinOnline.com. 2006년 9월 22일에 확인함.
8. ↑  Bartruff, William. “바이올린의 역사”. 2007년 2월 8일에 원본 문서에서 보존된 문서. 2006년 9월 22일에 확인함.
9. ↑  Diana Poulton (1984). 〈Viol〉.   Sadie, Stanley. 《The New Grove Dictionary of Musical Instruments》. 736–741쪽. Volume 3.
10. ↑  
〈fiddle〉. 《옥스퍼드 영어사전》 온라인판. 옥스퍼드 대학교 출판부. 2008년 3월 28일에 확인함. 궁극적인 기원은 불분명하다. [게르만] 단어는 [중세 라틴어] 동의어 vitula, vidula와 소리가 매우 유사하며, 여기에서 [고대 프랑스어] viole, Pr. viula, 그리고 (이 [언어]에서 채택하여) [이탈리아어], [스페인어], [포르투갈어] viola가 파생되었다: [viol]을 참조. 초기 [로망스] vidula가 하나 이상의 [게르만어파]에서 독립적으로 채택되었다는 가정은 모든 [게르만어파] 형태를 적절하게 설명할 수 있다. 반면에, *fiÞulôn-은 [고대 게르만] 단어일 수 있지만, 만족스러운 [게르만어파] 파생은 발견되지 않았다. (구독 또는 참여 기관 회원가입 필요)
11. ↑  “Bosworth and Toller”. 《Germanic Lexicon Project》. 2013년 10월 23일에 원본 문서에서 보존된 문서. 2012년 4월 30일에 확인함.
12. ↑  마리오 페이, 영어 이야기 (뉴욕: 사이먼 앤 슈스터, 1967), p. 109.
13. ↑  Weinfield, Elizabeth. “비올”. 《메트의 하일브룬 미술사 연표》 (영어). 메트로폴리탄 미술관. 2018년 4월 9일에 확인함.
14. ↑  “세션: 세션”. 2006년 8월 28일에 확인함.
15. ↑  Webster, Andy (2012년 3월 16일). “뉴욕시의 아일랜드 전통 음악”. 《뉴욕 타임스》. 2018년 2월 6일에 확인함.
16. ↑  “아멜리아 카민스키 프로덕션”. Willockandsaxgallery.com. 2011년 11월 12일에 원본 문서에서 보존된 문서. 2011년 11월 14일에 확인함.
17. ↑  “파이어 앤 그레이스”. Culburnie.com. 2011년 9월 28일에 원본 문서에서 보존된 문서. 2011년 11월 14일에 확인함.
18. ↑  “더 와일즈”. 팀 맥도널드와 제러미 워드. 2017년 11월 15일. 2018년 8월 24일에 확인함.
19. ↑  Gilchrist, Anne Geddes. “일부 오래된 레이크 컨트리 피들러와 그들의 튜닝 북”.
20. ↑  Joseph Lyons. “스코틀랜드 피들 음악”. Scotlandsmusic.com. 2012년 4월 19일에 원본 문서에서 보존된 문서. 2012년 4월 30일에 확인함.
21. ↑  “아일랜드 피들 지역 스타일”. Irishfiddle.com. 2012년 4월 23일에 원본 문서에서 보존된 문서. 2012년 4월 30일에 확인함.
22. ↑  “중동 및 지중해 피들”. Fiddlingaround.co.uk. 2011년 11월 14일에 확인함.
23. ↑  “클레즈머 피들”. Fiddlingaround.co.uk. 2011년 11월 14일에 확인함.
24. ↑  “동유럽 및 집시 피들”. Fiddlingaround.co.uk. 2011년 11월 14일에 확인함.
25. ↑  “구아치 피들러즈 - 올드 타임 오오드함 피들 음악 (CR-8082)”. Store.canyonrecords.com. 2012년 8월 3일에 원본 문서에서 보존된 문서. 2012년 8월 3일에 확인함.
26. ↑  “웨스턴 스윙 피들”. Fiddlingaround.co.uk. 2011년 11월 14일에 확인함.
27. ↑  “잭슨 국제학부 - 캐나다 연구 센터”. Jsis.washington.edu. 2013년 10월 23일에 원본 문서에서 보존된 문서. 2012년 8월 3일에 확인함.
28. ↑  "Bonito의 아들 채시의 초상화..." 국립 인류학 기록 보관소. (2010년 6월 11일 검색)]